# Урсула фон Глайхен-Ремда
Урсула фон Глайхен-Ремда (на немски: Ursula von Gleichen-Rhemda; † 20 септември 1625 в Хунген) е графиня от Глайхен-Ремда и чрез женитби графиня на Изенбург-Бюдинген-Ронебург в Келстербах в Хесен и графиня на Золмс-Браунфелс в Хунген в Хесен.
Тя е дъщеря на граф Йохан IV фон Глайхен-Ремда († 1567) и съпругата му Катарина фон Плесе († 1581/1606), дъщеря на Дитрих фон Плесе († 1571) и първата му съпруга Катарина Ройс фон Плауен († 1556). Майка ѝ се омъжва втори път (13 април 1572) за Симеон Унгнад фрайхер фон Зонег († 1603).
Брат ѝ граф Георг Рудолф фон Глайхен-Ремда (* 1563; † 26 март 1596) е записан да следва в университет Йена (1573) и в Ремда (1587). Сестра ѝ Анна фон Глайхен-Ремда († 3 март 1598) се омъжва на 26 септември 1585 г. в Бирщайн за граф Волфганг Ернст I фон Изенбург-Бюдинген, бургграф фон Гелнхаузен (1560 – 1633). Полусестра ѝ Анна Мария Унгнад фрайин фон Вайсенволф († 1606) се омъжва за граф Кристоф фон Лайнинген-Вестербург (1575 – 1635).
Урсула фон Глайхен-Ремда умира на 20 септември 1625 г. в Хунген и е погребана там.

## Фамилия
Урсула фон Глайхен-Ремда се омъжва на 19 септември 1585 г. във Вехтерсбах за граф Волфганг фон Изенбург-Ронебург-Бюдинген-Келстербах (* 12 юни 1533 в замък Ронебург; † 20 декември 1597 в дворец Волфенбург в Келстербах), син на граф Антон I фон Изенбург-Бюдинген-Ронебург-Келстербах (1501/1526 – 1560) и първата му съпруга Елизабет фон Вид (1508 – 1542). Тя е третата му съпруга. Бракът е бездетен. Урсула остава след смъртта му 1597 г. да живее в Келстербах.
Урсула фон Глайхен-Ремда се омъжва втори път на 12 февруари 1604 г. в Бирщайн за граф Ото фон Золмс-Браунфелс-Хунген (* 3 януари 1572 в Браунфелс; † 23 юни 1610 при Молсхайм, Елзас)), син на граф Конрад фон Золмс-Браунфелс (1540 – 1592) и съпругата му Елизабет фон Насау-Диленбург (1572 – 1610). Бракът е бездетен. Ото умира на 23 юни 1610 г. на 38 години в битката при Молсхайм в Елзас и е погребан в църквата в Хайделберг.